# Rachel Carson
Rachel Louise Carson (Springdale, 27 maggio 1907 – Silver Spring, 14 aprile 1964) è stata una biologa e zoologa statunitense.
(Rachel Carson)
È scrittrice di molti libri tra cui Primavera silenziosa (Silent Spring) che ebbe un enorme successo negli Stati Uniti d'America e lanciò il movimento ambientalista oltre a incitare un cambiamento nella politica nazionale sui fitofarmaci.

## Biografia

### Gioventù e formazione
Rachel Carson nacque nel 1907 da una piccola famiglia di campagna che viveva vicino a Springdale, in Pennsylvania. Da bambina imparò molto su campi e boschi grazie alla madre. Inizialmente i suoi studi riguardarono l'inglese e la scrittura creativa, ma presto si interessò alla biologia marina. Il suo talento per la scrittura la aiutò nel suo lavoro, fu infatti capace di rendere "gli animali nei boschi o nelle acque, dove vivono, come se fossero vivi". Si diplomò nel 1929 al Pennsylvania College for Women magna cum laude in Biologia. Nonostante le difficoltà finanziarie, continuò gli studi alla Johns Hopkins University, ottenendo la laurea in zoologia presso la facoltà di Biologia nel 1932
Insegnò zoologia alla Johns Hopkins e alla Università del Maryland per molti anni. Continuò gli studi per il dottorato in particolare presso il Laboratorio di Biologia Marina in Woods Hole, Massachusetts. La sua situazione finanziaria, che non era mai stata stabile, peggiorò nel 1932 quando morì il padre, lasciando alla Carson il compito di prendersi cura della madre anziana. Questo incarico le rese impossibile il prosieguo degli studi per il dottorato. Scrisse invece una tesi per un master universitario intitolata "Lo sviluppo del pronefro durante lo stadio embrionale e larvale del pesce gatto (Ictalurus puncatatus)". Trovò poi lavoro presso il Dipartimento della Pesca degli USA come scrittrice scientifica. Contro ogni aspettativa, nel 1936 divenne la seconda donna assunta a tempo indeterminato dal Dipartimento Statunitense per la Pesca, in qualità di biologa marina.

### Gli inizi della carriera e le prime pubblicazioni
Al Dipartimento Statunitense per la Pesca, Rachel Carson lavorò in svariati campi, dai libri di cucina alle pubblicazioni scientifiche e divenne famosa per la sua insistenza a scrivere articoli ad alti livelli. Agli inizi della carriera il capo del Dipartimento di Ricerca Scientifica, che era stato determinante nel procurarle la sua prima posizione professionale, rifiutò uno dei suoi scritti per la radio perché erano "troppo letterari". Suggerì di sottoporlo a The Atlantic Monthly, un mensile statunitense di cultura. Con grande stupore della Carson, l'articolo venne accettato e pubblicato come Undersea nel 1937.
Le sue responsabilità nei confronti della famiglia aumentarono l'anno in cui sua sorella maggiore morì all'età di 40 anni e la Carson dovette prendersi a carico i suoi due nipoti.
La casa editrice Simon & Schuster, impressionata da Undersea, contatta la Carson e le suggerisce di ampliarlo per farne un libro. Dopo molti anni di lavoro serale produsse Under the Sea-Wind (1941) che ricevette eccellenti recensioni ma fu un flop da punto di vista commerciale. Ebbe la sfortuna di venir pubblicato solo un mese prima che l'attacco a Pearl Harbor portasse gli Stati Uniti nella seconda guerra mondiale.
La Carson fece carriera nel Dipartimento (trasformato nel Servizio Pesca e Natura), diventando editore capo delle pubblicazioni nel 1949. Per un certo tempo lavorò su nuovo materiale per la preparazione del suo secondo libro; venne rifiutato da quindici diverse riviste prima che The Katie lo suddividesse in numeri diversi per A profile of the Sea nel 1951. Altre parti comparvero presto nella rivista Nature e la Oxford University Press lo pubblicò in forma di libro col titolo The Sea Around Us. Rimase nella lista dei best seller del New York Times per 86 settimane, venne pubblicata una versione ridotta nel Reader's Digest, vinse nel 1952 il National Book Award e la Carson venne premiata con due dottorati onorari. Venne inoltre prodotto un film documentario che durava 61 minuti e che vinse un Premio Oscar.
Con il successo venne anche la sicurezza finanziaria e la Carson poté lasciare il lavoro nel 1952 per concentrarsi sulla scrittura a tempo pieno. Completò il terzo volume della sua trilogia sul mare, The Edge of the Sea, nel 1955. Tra il 1956 e il 1957 la Carson lavorò a diversi progetti e scrisse molti articoli per riviste popolari.
Una terza tragedia familiare la colpì quando una delle sue nipoti che aveva a carico morì nel 1957 all'età di 31 anni, lasciando un figlio di 5 anni. La Carson prese la responsabilità di far crescere il bambino continuando a prendersi cura della madre, che all'epoca era novantenne. Adottò il bambino e comprò una proprietà rurale nel Maryland per avere maggiore spazio. Questa condizione ambientale fu un fattore fondamentale per la sua scelta di un nuovo argomento di ricerca.

### Primavera Silenziosae la messa al bando del DDT

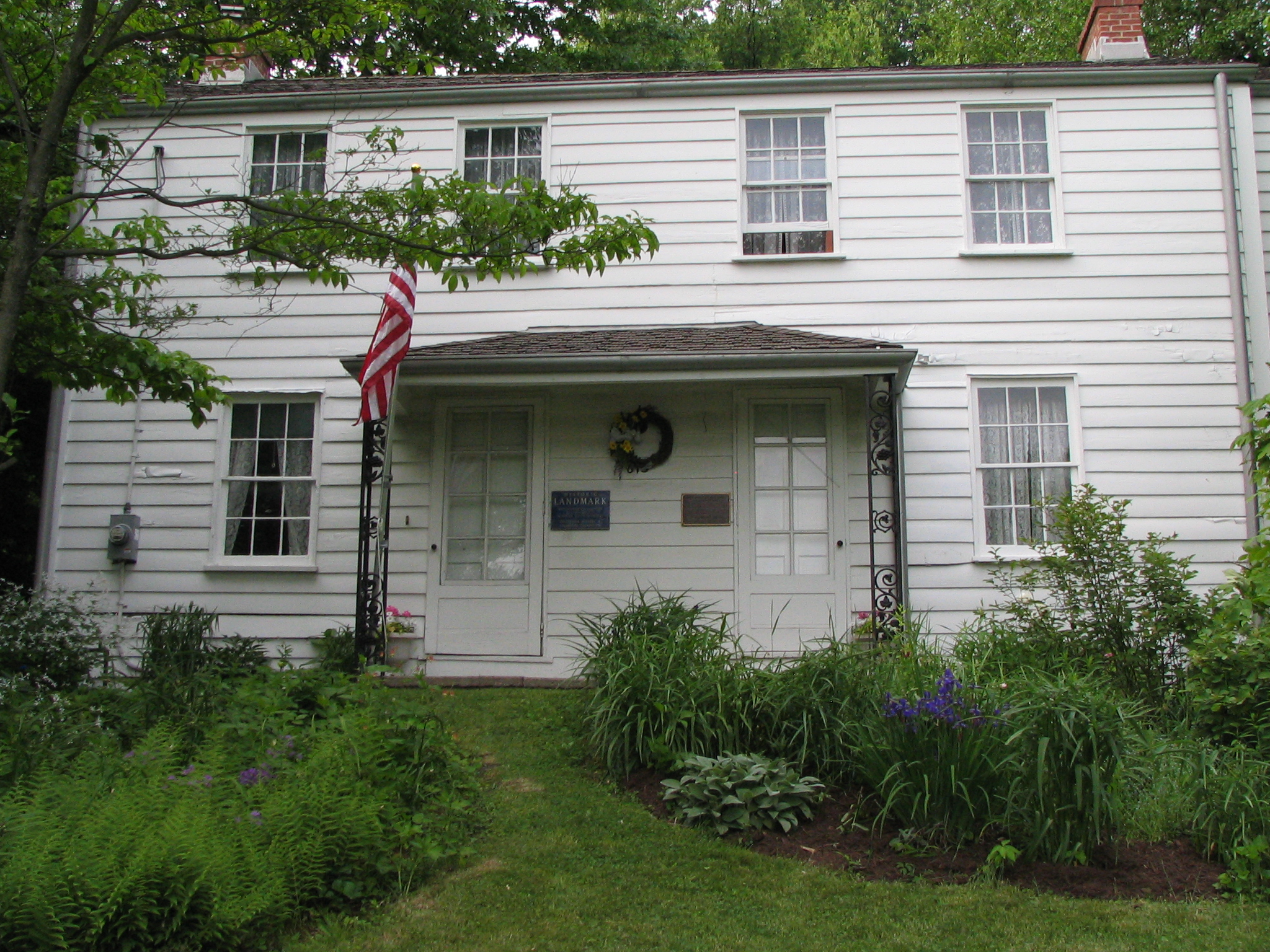
La grande casa rurale della Carson (foto del 27 maggio 2007, centenario della sua nascita)

Dalla metà degli anni quaranta la Carson cominciò ad essere preoccupata per l'uso dei nuovi fitofarmaci sintetizzati di recente, in particolare il DDT. "Più cose imparo sull'uso dei pesticidi, più divento preoccupata" scrisse più tardi, spiegando la sua decisione di cominciare a fare ricerche per quello che divenne il suo lavoro più famoso, Primavera Silenziosa. "Quello che ho scoperto era che tutto ciò che era importante per me come naturalista veniva maltrattato, e che non c'era nient'altro di più importante che io potessi fare".
Primavera Silenziosa si focalizza sull'ambiente e sui fitofarmaci in particolare. È conosciuto come la crociata della Carson e lei lavorò su questo libro fino alla morte. La Carson esplorò le connessioni ambientali: nonostante un biocida sia finalizzato all'eliminazione di un organismo, i suoi effetti si risentono attraverso la catena alimentare e ciò che era inteso per avvelenare un insetto finisce per avvelenare altri animali e uomini.
L'impegno di scrivere il libro richiese quattro anni e cominciò con una lettera che la Carson ricevette da un'amica. Veniva da parte di Olga Owens Huckins, dal New England, che possedeva una santuario per uccelli. Secondo la lettera, il santuario era stato spruzzato senza pietà col DDT dal governo. La lettera chiedeva alla Carson di usare la sua influenza con le autorità governative per avviare un'indagine sull'uso dei fitofarmaci. La Carson decise che avrebbe avuto molto più effetto parlare del problema in una rivista; gli editori non erano, però, interessati, per cui alla fine il progetto prese forma di un libro.
Ora, come autrice rinomata, poteva permettersi di chiedere (e ricevere) l'aiuto di importanti biologi, chimici, patologi e entomologi. Usò Primavera Silenziosa per creare un'associazione mentale nella gente tra la mortalità dell'ambiente naturale e l'uso spropositato di insetticidi come il dieldrin, il toxaphene e l'heptachlor Le sue preoccupazioni riguardo alle pratiche riguardanti l'introduzione di un'enorme varietà di prodotti industriali e rifiuti negli ambienti terrestri e acquatici, nonché umani, con poco interesse alla possibile tossicità conseguente, scosse l'opinione pubblica tanto quanto il mondo scientifico; "Stiamo sottoponendo intere popolazioni all'esposizione di sostanze chimiche che sono state dichiarate estremamente velenose e in molti casi con effetti cumulativi. Queste esposizioni cominciano alla nascita, se non addirittura prima, e - a meno che le cose non cambino - continuerà per tutta la vita delle persone."
Ancora prima della pubblicazione di Primavera silenziosa nel 1962, vi fu una strenua opposizione. Il Time riferisce nel 1999: "La Carson venne assalita violentemente da minacce di cause e derisione, inclusa l'insinuazione che questa scienziata così meticolosa fosse una "donna isterica" non qualificata a scrivere un libro di tale portata. Un imponente contrattacco venne organizzato e guidato da Monsanto, Velsicol e American Cyanamid - come da tutta l'industria chimica - puntualmente supportata dal Dipartimento dell'Agricoltura degli Stati Uniti come pure dai più cauti nel mondo dei mass media."
Scienziati dell'American Cyanamid come Robert White-Stevens (che scrisse: "Se l'uomo dovesse seguire gli insegnamenti di Miss Carson, si tornerebbe al Medioevo e gli insetti e le malattie erediterebbero ancora una volta la terra"), compagnie chimiche e altri critici attaccarono i dati e le interpretazioni presenti nel libro. Altri andarono ancora più a fondo attaccando le credenziali scientifiche della Carson perché la sua specializzazione era la biologia marina e la zoologia, non la biochimica. Alcuni la definirono addirittura una semplice birdwatcher con più tempo libero che conoscenza scientifica, definendola non professionale. Una parte dei suoi oppositori la accusò addirittura di essere comunista. Inoltre, molti critici affermarono ripetutamente che lei stesse richiedendo l'eliminazione di tutti i fitofarmaci, nonostante il fatto che la Carson avesse messo in chiaro che non stava sostenendo la messa al bando o il completo ritiro dei fitofarmaci utili, ma ne stava invece incoraggiando un uso responsabile e amministrato con cautela con la consapevolezza dell'impatto delle sostanze chimiche sull'intero ecosistema. Infatti, conclude la sua sezione sul DDT in Primavera Silenziosa non invocando una totale proibizione ma con Un consiglio pratico dovrebbe essere "Spruzza il meno che ti sia possibile" piuttosto che "Spruzza al limite delle tue capacità".
Houghton Mifflin venne spinto a stroncare il libro, ma non cedette. Primavera Silenziosa fu recensito positivamente da molte persone esterne al mondo dell'agricoltura e della chimica e divenne velocemente un best seller sia negli Stati Uniti che oltreoceano. Ancora una volta la rivista Time affermò che, prima che fosse passato un anno dalla pubblicazione, "la maggior parte degli oppositori della Carson stanno velocemente tornando sulle loro posizioni. Nella loro infima campagna per portare la loro protesta ai livelli di una questione di pubbliche relazioni, gli interessi delle aziende chimiche hanno solo aumentato la consapevolezza dell'opinione pubblica.".
L'uso dei fitofarmaci divenne una questione pubblica, soprattutto dopo un'apparizione televisiva della Carson nell'aprile 1963 in un dibattito con un portavoce di un'azienda chimica. In quello stesso anno venne eletta all'Accademia Americana delle Arti e delle Scienze e ricevette molti altri premi e onorificenze, tra cui la medaglia Audubon e la medaglia Cullen della American Geographical Society.
La Carson ricevette centinaia di inviti a tenere discorsi, ma non fu in grado di accettarne la maggior parte. La sua salute era cominciata a declinare da quando le era stato diagnosticato un cancro al seno quando era a metà della scrittura di Primavera Silenziosa. In una delle sue ultime apparizioni in pubblico, la Carson testimoniò di fronte alla Commissione Consultiva Scientifica del Presidente Kennedy, che aveva pubblicato una relazione nel 15 maggio 1963 nella quale appoggiava largamente le sue tesi scientifiche
.
Non visse abbastanza a lungo però per vedere la messa al bando del DDT negli USA. Indebolita da un tumore al seno e dal regime di trattamento della malattia, si ammalò nel gennaio 1964 a causa di un virus che ne colpì l'apparato respiratorio. Le sue condizioni peggiorarono e in febbraio i dottori scoprirono che era affetta da una forte anemia, causata dai trattamenti anticancro a base di radiazioni. In marzo si scoprì una metastasi del tumore al fegato. Morì il 14 aprile 1964 all'età di 56 anni. La causa diretta ed immediata del suo decesso fu un infarto miocardico occorsole nella sua casa di Silver Spring.
Nel 1980 venne premiata con la Medaglia Presidenziale della Libertà, il più alto grado di onore civile negli USA.

## L'influenza di Carson

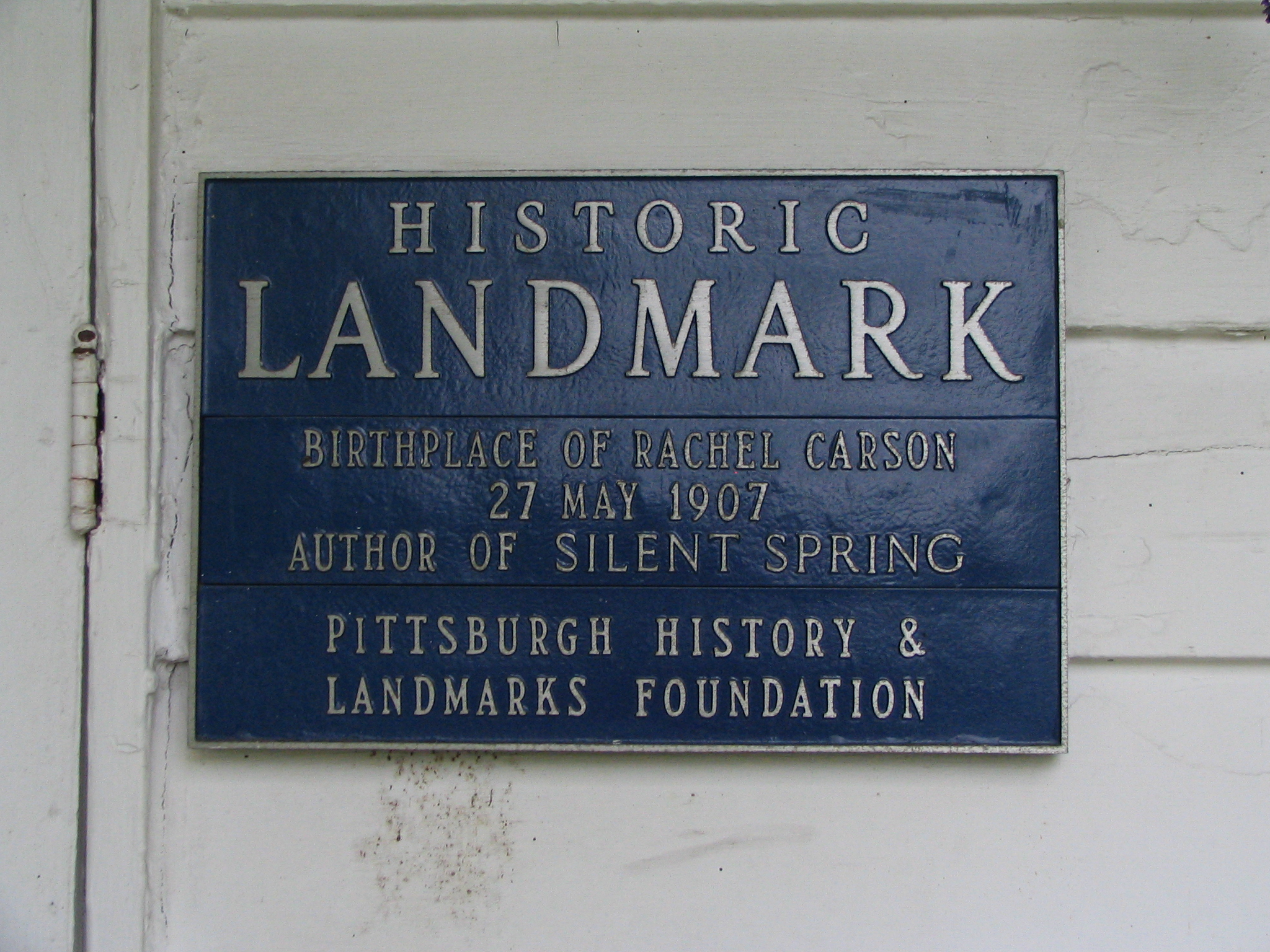
La targa che qualifica la casa della Carson come National Historic Landmark

Primavera Silenziosa rimane un testo fondamentale per il movimento ambientalista contemporaneo in Occidente ed è ancora considerato un'importante opera letteraria.
Il Dipartimento di Protezione Ambientale e di Conservazione delle Risorse Naturali del Commonwealth ha sede a Harrisburg in Pennsylvania ed è dedicato a Rachel Carson.
Il 22 aprile 2006, per la celebrazione del Earth Day, il "Ninth Street Bridge" di Pittsburgh è stato rinominato "Rachel Carson Bridge".
Tra il 1964 e il 1990, circa 260 ettari vicino Brookeville in Maryland furono acquistati e trasformati nel "Rachel Carson Conservation Park". Il fiume Hawling scorre attraverso questo parco e ci sono sentieri per passeggiate a piedi o a cavallo che passano
tra i pascoli e i boschi. È amministrato dalla "Maryland-National Capital Park and Planning Commission".
Vi sono almeno quattro scuole pubbliche che le sono state dedicate. Rachel Carson Elementary School a Gaithersburg (Maryland), la Rachel Carson Elementary School a San Jose (California) e la Rachel Carson Middle School a Herndon (Virginia).
Il premio Rachel Carson venne istituito a Stavanger, Norvegia nel 1991 e viene dato a donne che hanno contribuito nel campo della protezione ambientale.
Nel 2007 si è festeggiato il centenario della nascita di Rachel Carson. L'associazione Rachel Carson Homestead Association ha organizzato quattro eventi durante l'anno, incluso il 27 maggio, data di nascita della Carson.
A Sense of Wonder, un monologo basato sulla vita e le opere di Rachel Carson - scritto e eseguito sul palco e sugli schermi dall'attrice Kaiulani Lee - ha girato gli USA, il Canada, l'Inghilterra e l'Italia fin dal 1995. L'opera, in due atti, è ambientata nella casa estiva della Carson nel Maine e nella sua abitazione a Silver Spring dopo la pubblicazione di Primavera Silenziosa. Lo spettacolo è stato presentato in conferenze regionali e nazionali e in più di cento università.
Per celebrare il cinquantenario della pubblicazione di Primavera silenziosa, il musicista statunitense Steven Stucky ha composto un poema sinfonico per grande orchestra, intitolato appunto Silent Spring, eseguito per la prima volta a Pittsburgh il 17 febbraio 2012.

## Opere tradotte in italiano
- Rachel Carson, Primavera silenziosa, 1999 Feltrinelli
- Rachel Carson, Primavera silenziosa, 2023 Feltrinelli
- Rachel Carson, Il mare intorno a noi , 1973, Einaudi, Torino
- Rachel Carson, Storie dalle profondità del mare. Ritratto naturalistico della vita dell’oceano , 2024, Aboca, San Sepolcro
- Rachel Carson, Brevi lezioni di meraviglia. Elogio della natura per genitori e figli, 2023 Aboca, San Sepolcro
- Rachel Carson, Brevi lezioni di meraviglia. Elogio della natura per genitori e figli nuova ediz., 2024 Aboca, San Sepolcro
- Rachel Carson, La vita che brilla sulla riva del mare. Le piante e gli animali che popolano i litorali rocciosi, le spiagge sabbiose e le barriere coralline, 2022 Aboca, San Sepolcro
- Rachel Carson, Una favola per il futuro. E altre cronache dal mondo naturale, 2023 Aboca, San Sepolcro